# Krišs Helmanis
Krišs Helmanis (Leverkusen, 7 aprile 2002) è un cestista lettone.

## Biografia
È il figlio dell'allenatore ed ex cestista Uvis Helmanis.

## Carriera

### Nazionale
Nel 2021 ha partecipato, con la nazionale Under-19 lettone, ai Mondiali di categoria, conclusi all'undicesimo posto finale.